# Daniel Nikolac
Daniel Nikolac Penz (Caracas, 11 maggio 1961 – 31 maggio 2020) è stato un calciatore venezuelano, di ruolo portiere.

## Carriera

### Club
Nikolac esordì nel calcio professionistico nel 1982, nel Mineros de Guayana: in quella stagione integrò la rosa che vinse il campionato di seconda divisione venezuelana, ottenendo quindi la promozione in massima serie per la stagione successiva. Nel 1983 passò all'Atlético San Cristóbal, con cui rimase fino al 1985. In vista del campionato 1986 firmò per il Marítimo di Caracas: fu con tale squadra che vinse i suoi titoli a livello nazionale. Nella stagione 1986-1987 ha stabilito il primato per il maggior numero di minuti trascorsi senza subire gol in massima serie venezuelana: 970 tra il 3 maggio al 21 giugno 1987. Nel 1987 fece parte della rosa di due società: mentre nel campionato nazionale giocava per il Marítimo, per la Coppa Libertadores vestì la maglia dell'Estudiantes de Mérida. Con il Marítimo vinse 4 campionati nazionali e 2 coppe; lasciò il club nel 1995, tornando al Mineros de Guayana, la squadra del suo esordio. Nel 1997 si trasferì al Deportivo Italchacao; nell'Apertura 1998 giocò per l'Unión Táchira. Trascorso il Clausura 1999 da svincolato, tornò al Deportivo Italchacao per il campionato 1999-2000. Nel 2001 si ritirò, dopo aver disputato il torneo Finalización difendendo i colori del Monagas.

### Nazionale
Giocò 4 partite tra il 1985 e il 1989. Fu convocato per la Copa América 1983, ma non scese mai in campo. Debuttò in Nazionale il 30 maggio 1985 contro la Colombia, in una gara valida per le qualificazioni al campionato del mondo 1986. Convocato per la Copa América 1987, giocò solo contro il Cile il 30 giugno. Nel 1989 disputò due amichevoli, che furono le sue ultime gare in Nazionale.

## Palmarès

### Club

#### Competizioni nazionali
- Segunda División (Venezuela): 1

Mineros: 1982
- Campionato venezuelano: 4

Marítimo: 1986-1987, 1987-1988, 1989-1990, 1992-1993
- Coppa del Venezuela: 2

Marítimo: 1988, 1989